# Euxesta anna
Euxesta anna är en tvåvingeart som beskrevs av Harriot 1942. Euxesta anna ingår i släktet Euxesta och familjen fläckflugor.
Artens utbredningsområde är Kalifornien. Inga underarter finns listade i Catalogue of Life.